# 시몬느액세서리컬렉션
시몬느액세서리컬렉션(이하 시몬느, Simone)는 대한민국의 대표적인 핸드백 제조기업이다. 사업장은 경기도 의왕시 고천동 경수대로 279에 있다.

## 사업
시몬느는 글로벌 명품 핸드백 제조회사로 전세계 시장의 점유율 10%, 미국 시장 점유율은 30%에 달한다. 박은관 회장이 1987년에 창업하여 오늘에 이른 시몬느는 아시아에서 처음으로 OEM을 넘어 세계적인 브랜드 버버리, 마크제이콥스, 마이클코어스 등에 핸드백을 생산해 공급하는 제조자개발생산(ODM) 업체로 성장했다. ODM 파트너로서 브랜드측에 디자인을 제안하고 새로운 소재를 개발하는 역할을 한다. 의왕시 소재의 시몬느 신사옥은 "2003년 한국건축문화 대상"을 수상한 건축물로 알려져 있다. 시몬느는 2012년에 세계 최초의 핸드백 박물관 BagStage를 오픈함으로써 패션사적인 기여를 하였다. 또한 시몬느는 2016년에 매출 1조원을 달성하고 무역의 날에 수출 6억불 탑을 수상했다. 박은관 회장은 2018년에 제50회 한국의 경영자상을 수상하기도 했다.

## 연혁
- 1987	시몬느 창업
- 1989	무역의날 1,000만불 탑 수상
- 1992	중국 진출
- 1993	전세계 핸드백 1위 제조업체로 성장
- 1996	수출의 날 5,000만불 탑 수상
- 1997	창립 10주년, 인도네시아 공장 설립
- 2000	무역의 날 1억불 수출 탑 수상
- 2003	신사옥 준공 "2003년 한국건축문화 대상" 수상
- 2009	무역의 날 2억불 수출 탑 수상, 중소기업문화대상 수상
- 2012	세계 최초 핸드백 박물관 BagStage 오픈, 한국형 히든 챔피언 선정(한국수출입은행)
- 2013	무역의 날 3억불 수출 탑 수상
- 2014	무역의 날 5억불 수출 탑, 철탑산업훈장 수상
- 2015	도산 Flagship Store 오픈
- 2016	무역의 날 6억불 수출 탑 수상, 매출 1조원 달성
- 2017	창립 30주년
- 2018	제50회 한국의 경영자상 수상 (KMA 한국능률협회)